# Jaume Gual i Carbonell
Jaume Gual i Carbonell (Palma, 25 de desembre del 1959) és un fotògraf i geògraf mallorquí.
És corresponsable de l'«Observatori fotogràfic del paisatge de les illes Balears» vinculat a la UIB i creat el 2009 per documentar gràficament els canvis paisatgístics i la seva evolució. Ha publicat diversos llibres que tenen el paisatge com a principal protagonista. i membre del grup d'investigació «Mitjans de producció i comunicació en imatge» de la Universitat de les Illes Balears.
El 2014 va realitzar una exposició a Palma des de la Seu a la qual va exposar disset fotos preses al mateix endret on un segle abans, el metge i fotògraf Jaume Escalas i Real va fotografiar la ciutat. El 2014, amb Sebastià Torrens i Joan Sastre va participar en l'exposició Dotze mirades sobre la naturalesa de l'Institut d'Estudis Baleàrics i CaixaFòrum.

## Obres
- Mallorca: la Serra (2002), amb text de Miquel Rayó.[6]
- Paisatges (2003).[7]
- Botigues de Palma. Un abans i un després (2007).[8] Catàleg de l'exposició temporal al Museu de Mallorca.[9]
- Establiments emblemàtics de Mallorca: recorregut pels comerços centenaris de l'illa (2009), amb text de Toni Traveria.[10]
- Història i patrimoni de l'edifici del Consell de Mallorca (2011), text Marià Carbonell.[11]
- Palma, crònica sentimental (2014), amb text de Climent Picornell Bauzà i fotos de Jaume Gual Carbonell.[12]
- Homenatge al comerç que dona personalitat (2014).[13][14]